# Bjelotina
Die Bjelotina ist ein Bergmassiv über der Bucht von Kotor im Dreiländereck Montenegros mit Kroatien und Bosnien und Herzegowina. Ihr Hauptgipfel ist die Katunica (1125 m. i. J.).

## Lage und Gipfel
Die Bjelotina liegt als Bergrücken oberhalb der kroatischen Konavle am Südende der Dalmatinischen Küste der Adria und dem montenegrinischen Herceg Novi in der Bucht von Kotor.
Hauptgipfel ist die konische Katunica mit 1125 m. i. J. im montenegrinischen Teil. Über dem Dorf Vodovađa bei Gruda liegt – direkt auf der Grenze – die Kita (1089 m. i. J.). Südlicher erhebt sich der Gradac (1073 m. i. J.).
Gegen das Konavle hin bricht der Berg nach Westen steil ab und bildet so die adriatische Flanke des dinarischen Hochkarsts. Gegen Nordwesten schließt der Sniježnica Konavoska an, gegen Nordosten über Sitnica in der Hochfläche Vrbanje über eine weitere Geländestufe der Orjen-Hauptstock. Dort beim Grenzübergang Sitnica liegt auch das Dreiländereck zur Bosnisch-herzegowinischen Grenze. Nach Süden zieht sich der Grat nach Sutorina hinunter. Am Grenzpass Debeli brijeg schließt der Kamm der Mandelovina an, der mit Maximalhöhen um 450 m. i. J. weiter die kroatisch-montenegrinische Grenze bildet und gegen das Kap Kobila und die Halbinsel Prevlaka mit Kap Oštra ausläuft, die beiden rechtsufrigen Eingangs-Landspitzen der Bucht von Kotor.

## Geschichte
Der Bergstock bildet das historische Grenzgebiet von Ragusa (Dubrovnik) und Cattaro (Kotor), die ab dem 13. (Ragusa) und 15. Jahrhundert (Cattaro) venetianisch waren, er wurde erst in der Osmanenzeit im 17. Jahrhundert als Grenze festgelegt. Das östliche Tal Sutorina bildete dabei einen Korridor als Meerzugang für die Herzegowina, die Bjelotina war also (kroatisch-)dalmatinisch–(bosnisch-)herzegowinische Grenze.
Im Bosnienkrieg der 1990er war der Berg zwischen den kroatischen und serbischen Kräften umkämpft. Hier befinden sich noch immer militärische Anlagen, und die Gegend gilt als gefährlich zu betreten.
Auch nach dem Krieg war der Berg diplomatisch umstritten, die Grenze nach orographischen Graten wurde erst 1947 zwischen den Jugoslawischen Teilrepubliken ausverhandelt. Daher erhob die Republika Srpska Ansprüche an Montenegro auf Sutorina. Die Grenze am Debeli brijeg wurde erst mit einem Vertrag bei der Westbalkankonferenz 24. August 2015 endgültig festgelegt.